# 1832年臺灣
1832年臺灣發生了張丙事件。

## 政府

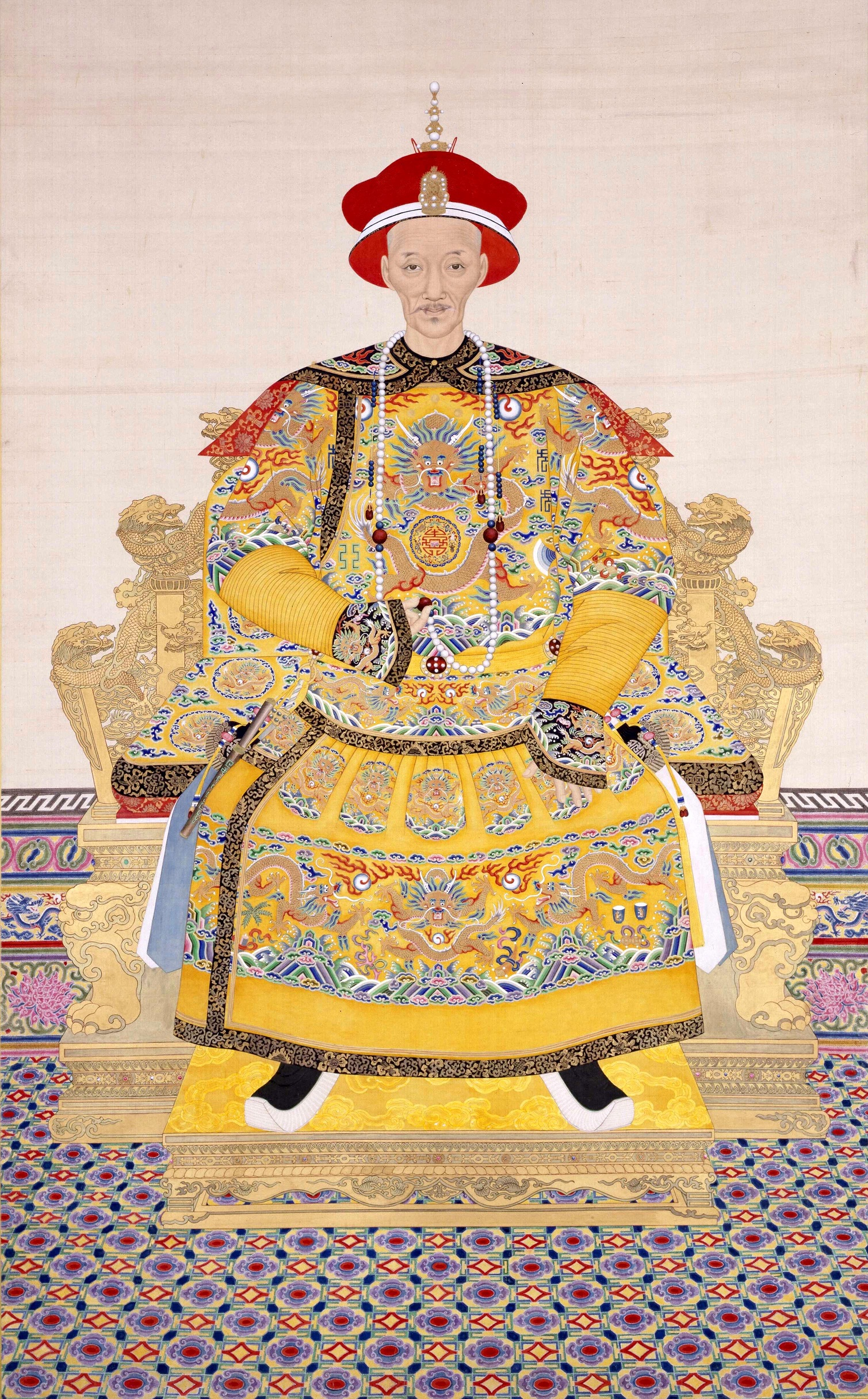
清朝皇帝：道光帝
臺灣府知府：王衍慶
臺灣府知府：扥渾布

## 大事記
- 11月22日（十月初一）：張丙等人在嘉義縣店仔口（今臺南市白河區）一帶起事，是為張丙事件[1]:69。該日即進攻位在鹽水港的佳里興巡檢署，並攻打下茄苳、北勢埤、八掌溪等汛[1]:69。嘉義縣知縣邵用之帶兵攻店仔口，兵敗被俘（後遭分屍）[1]:69。
- 11月23日（十月初二）：臺灣府知府呂志恆率鄉勇北上，彰化縣南投縣丞朱懋也率鄉勇南下，結果朱懋與呂志恆先後陣亡，因而有「一日破三關，二日殺府縣」之語[1]:70、72。